# Sphaerophoria nigra
Sphaerophoria nigra är en tvåvingeart som beskrevs av Frey 1945. Sphaerophoria nigra ingår i släktet sländblomflugor, och familjen blomflugor. Inga underarter finns listade i Catalogue of Life.